# Иршава (река)
Ирша́ва (укр. Іршава; другое название — Ирша́вка, укр. Іршавка) — река в Хустском районе Закарпатской области (Украина), правый приток Боржавы.

## Описание
Длина 48 км, площадь бассейна 346 км². Долина преимущественно V-образная. Ширина её от истока до устья увеличивается от 10 м до 2 км, в среднем составляет 100—300 м. Русло слабоизвивистое.
Основные притоки: Кривуля, Абранка, Синявка.